# Maria Velho da Costa
Maria Velho da Costa (Lisbona, 26 giugno 1938 – Lisbona, 23 maggio 2020) è stata una scrittrice e insegnante portoghese, terza donna, con Rachel de Queiroz e Sophia de Mello Breyner a ricevere il Premio Camões, assegnatole nel 2002 a Lisbona. Fu definita una delle scrittrici femministe più accanite della Letteratura portoghese.

## Biografia
Laureatasi in Filologia germanica, insegnò successivamente in varie scuole di Lisbona. Nel frattempo scriveva i suoi primi racconti ottenendo un discreto successo. Divenne nel 1973 Presidentessa dell'"Associazione degli scrittori del Portogallo", carica che mantenne sino al 1978.
Agli inizi degli anni ottanta accettò l'incarico di lettore di portoghese offertole dall'Università di Londra, dove rimase sino al 1987. Tornata in Portogallo, ricevette nel 1997 dall'Università dell'Évora il Premio Vergilio Ferreira, assegnato in quella occasione per la prima volta, per il grande contributo dato alla Letteratura portoghese.

## Opere
- O Lugar Comum, 1966
- Maina Mendes, 1969
- Ensino Primário e Ideologia, 1972
- Novas Cartas Portuguesas (scritto con Maria Teresa Horta e Maria Isabel Barreno), 1972
- Desescrita, 1973
- Cravo, 1976
- Português; Trabalhador; Doente Mental, 1977
- Casas Pardas, 1977
- Da Rosa Fixa, 1978
- Corpo Verde, 1979
- Lucialima, 1983
- O Mapa Cor de Rosa, 1984
- Missa in Albis, 1988
- Das Áfricas (scritto con José Afonso Furtado), 1991
- Dores (scritto con Teresa Dias Coelho), 1994